# Bret Hart
Bret Sergeant Hart (n. 2 iulie 1957) este un wrestler canadian, provenit dintr-o familie de tradiție din lumea wrestlingului. Este mai cunoscut publicului sub numele de ring Bret „The Hitman” Hart (scris uneori și Hit Man), preluat de la boxerul Thomas Hearns. A mai folosit ca poreclă sintagma „The Excellence of Execution” și fraza „The best there is, the best there was, and the best there ever will be” (inspirată din filmul The Natural, cu Robert Redford).
Hart sa alăturat promoției Stampede Wrestling în 1976 a tatălui său Stu Hart și a făcut debutul în 1978. A câștigat succesul campionatului în anii 1980 și 1990 în World Wrestling Federation (WWF, acum WWE), unde a condus fracțiunea Fundației Hart . A plecat în World Championship Wrestling (WCW) în urma controversatului "Montreal Screwjob", în noiembrie 1997, unde a rămas până în octombrie 2000. După inactivitatea din ianuarie 2000, datorită unei contuzii din decembrie 1999, sa retras oficial în octombrie 2000, la scurt timp după plecarea sa din companie. El a revenit de formă sporadică în 2010-2011 cu WWE, unde și-a câștigat campionatul final, a condus evenimentul SummerSlam din 2010 și a fost general manager la Raw. De-a lungul carierei sale, Hart a fost main event la WrestleMania IX, X și XII și a participat la evenimentul principal al edițiilor din 1997 și 1999 ale WCW Starrcade - ca un enforcer special în primul.
Hart a avut campionate în cinci decenii, începând cu anii '70 până în 2010, cu un total de 32 deținute pe tot parcursul carierei și 17 deținute între WWF/WWE și WCW. Este campion mondial de șapte ori, având de cinci ori campionatul WWF World Heavyweight și Campionatul Mondial din WCW de două ori. A petrecut mai mult timp ca WWF World Champion la nivel mondial decât orice alt luptător în anii '90, cu un total de 654 de zile campion, fiind primul campion WCW World Heavyweight, născut în afara Statelor Unite. El este, de asemenea, WCW/WWE United States Champion de cinci ori, WWF Intercontinental Heavyweight Champion de două ori și campion mondial pe echipe de trei ori (campion WWF Tag Team de două ori și campion WCW World Tag Champion o singură dată) devenind astfel al doilea WWF Triple Crown Champion și al cincilea (cu Goldberg) WCW Triple Crown Champion și primul om care a câștigat Campionatele Triple Crown WWF și WCW. Hart este câștigătorul meciului Royal Rumble din 1994 (cu Lex Luger) și singurul care a câștigat King of the Ring de două ori, câștigând turneul din 1991 și primul Pay-per-view King of the Ring în 1993. Stone Cold Steve Austin, cu care Hart a fost cap de afiș la mai multe evenimente pay-per-view, ca parte a unei rivalități apreciate din 1996 până în 1997, la introdus în WWE Hall of Fame în 2006.

## Palmares

### Wrestling amateur
- City, Calgary
  - City championships, Calgary (1974)
- Collegiate wrestling
  - Mount Royal Collegiate Champion (1977)
- National Wrestling Hall of Fame
  - Class of 2006[8]

### Wrestling profesionist
- Cauliflower Alley Club
  - Iron Mike Award (2008)
- Canadian Wrestling Hall of Fame
  - Individually[9]
  - With the Hart family[10]
- Professional Wrestling Hall of Fame and Museum
  - Class of 2008[11]
- Pro Wrestling Illustrated
  - Comeback of the Year (1997)[12]
  - Feud of the Year (1993 vs. Jerry Lawler)[13]
  - Feud of the Year (1994) vs. Owen Hart[13]
  - Match of the Year (1992) vs. British Bulldog la SummerSlam[14]
  - Match of the Year (1996) vs. Shawn Michaels într-un Iron Man match la WrestleMania XII[14]
  - Match of the Year (1997) vs. Stone Cold Steve Austin într-un submission match at WrestleMania 13[14]
  - Most Hated Wrestler of the Year (1997)[15]
  - Most Inspirational Wrestler of the Year (1994)[16]
  - Stanley Weston Award (2003)[17]
  - Ranked No. 1 of the top 500 singles wrestlers in the PWI 500 in 1993 and 1994[18]
  - Ranked No. 4 of the top 500 singles wrestlers of the PWI Years în 2003
  - Ranked No. 37 of the top 100 tag teams of the PWI Years cu Jim Neidhart în 2003
- Stampede Wrestling
  - NWA International Tag Team Championship (Calgary version) (5 ori) – cu Keith Hart (4) și Leo Burke (1)[19]
  - Stampede British Commonwealth Mid-Heavyweight Championship (3 ori)[20]
  - Stampede North American Heavyweight Championship (6 ori)[21]
  - Stampede Wrestling Hall of Fame[22]
- World Championship Wrestling
  - WCW United States Heavyweight Championship (4 ori)[23]
  - WCW World Heavyweight Championship (2 ori)[24]
  - WCW World Tag Team Championship (1 dată) – cu Goldberg[25]
  - WCW World Heavyweight Championship Tournament (1999)
  - Al cincelea Triple Crown Champion[26] – cu Goldberg[27][b]
- Universal Wrestling Promotions
  - UWP Caribbean Tag Team Championship (1 dată) – cu Smith Hart[28]
- World Wrestling Federation/Entertainment
  - WWE United States Championship (1 dată)[23]
  - WWF Intercontinental Heavyweight Championship (2 ori)[29]
  - WWF Tag Team Championship (2 ori) – cu Jim Neidhart
  - WWF World Heavyweight Championship (5 ori)[30]
  - King of the Ring (1991, 1993)
  - Middle East Cup (1996)[31]
  - Royal Rumble (1994) – cu Lex Luger[26][c]
  - WWE Hall of Fame (Class of 2006)
  - WWF Superstar of the Year (1993)
  - Al doilea Triple Crown Champion
  - Slammy Award (5 ori)
    - Best New Generation Spot (1994) – "Go Get 'em, Champ!" commercial[32]
    - Best Music Video (1996)[32]
    - Match of the Year (1997) – vs. Shawn Michaels at WrestleMania XII[32]
    - Put a Fork in Him, He's Done (1996) – The Sharpshooter[32]
    - Which WWF World Heavyweight Champion, past or present, in attendance, is Hall of Fame bound? (1996)[32]
- Wrestling Observer Newsletter
  - 5 Star Match (1994) vs. Owen Hart într-un cage match la SummerSlam
  - 5 Star Match (1997) vs. Stone Cold Steve Austin într-un Submission match la WrestleMania 13
  - Best Pro Wrestling Book (2007) Hitman
  - Best Pro Wrestling DVD (2006) Bret "Hit Man" Hart: The Best There Is, the Best There Was, the Best There Ever Will Be
  - Best Pro Wrestling DVD (2011) Greatest Rivalries: Shawn Michaels vs. Bret Hart
  - Feud of the Year (1993) vs. Jerry Lawler
  - Match of the Year (1997) vs. Stone Cold Steve Austin într-un Submission match la WrestleMania 13
  - Feud of the Year (1997) cu Owen Hart, Jim Neidhart, British Bulldog, și Brian Pillman vs. Stone Cold Steve Austin
  - Wrestling Observer Newsletter Hall of Fame (Class of 1996)